# Arcidiocesi di Naxivan

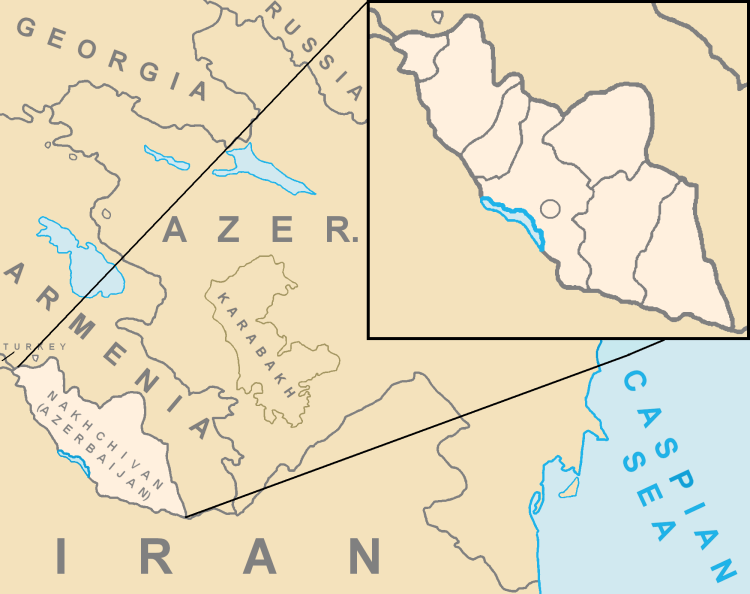
Localizzazione dell'odierna Repubblica Autonoma di Nakhchivan

L'arcidiocesi di Naxivan (in latino Archidioecesis Naxivanensis) è una sede soppressa della Chiesa cattolica.

## Territorio
L'arcidiocesi estendeva la sua giurisdizione soprattutto sugli armeni convertiti al cattolicesimo e comprendeva un territorio che corrispondeva all'incirca a quello dell'odierna Repubblica Autonoma di Nakhchivan.
In una relazione inviata a Propaganda Fide nel 1667, vengono enumerate le città comprese nel territorio dell'arcidiocesi. Sede dell'arcivescovo era la città di Abrenare (o Abaran), dove si trovava il convento domenicano la cui chiesa, dedicata a Ognissanti, fungeva da cattedrale. Le altre città erano: Ciauch, Abracunis, Cosciascen, Sciabunis, Chiesluc, Canzac, Carna e Saltach. In ognuna di queste città vi era un convento domenicano. Il numero delle famiglie cattoliche era di circa 360 ed il totale dei frati domenicani raggiungeva la cifra di 26.
Nel 1682 l'arcidiocesi comprendeva circa 7.000 cattolici.

## Storia
La diocesi di Naxivan fu eretta nel 1318 ed era inizialmente suffraganea dell'arcidiocesi di Soltania. Fu la sola delle diocesi erette nel nord della Persia agli inizi del XIV secolo a sopravvivere alle distruzioni operate da Tamerlano fra il 1380 e il 1390.
Nella diocesi, fondata dai domenicani, si formò un nuovo ordine religioso, gemellato con i domenicani, chiamato dei frati unitori (Fratres Unitores). Questi costituivano l'unico gruppo di sacerdoti presenti nella diocesi.
Tra il Cinquecento e il Seicento la sede episcopale fu traslata da Naxivan a Abaran, per la sua centralità nel territorio della diocesi e per la presenza di un numero maggiore di cattolici. Verso la metà del Seicento non è segnalata più alcuna presenza cattolica a Naxivan.
Nel XVII secolo la diocesi fu elevata al rango di arcidiocesi, senza diocesi suffraganee. Il primo a ricevere il pallio fu Agostino Basrci, il 21 febbraio 1633.
La sede arciepiscopale godeva di due privilegi. L'elezione dei vescovi e poi degli arcivescovi spettava ad un'assemblea composta dai superiori dei conventi domenicani dell'arcidiocesi e dai notabili cattolici della Nazione armena: l'eletto si recava in seguito a Roma con le credenziali rilasciate dall'assemblea per ricevere la conferma canonica della Santa Sede. Inoltre, nelle celebrazioni il rito in uso era quello latino, ma la lingua utilizzata era quella volgare, ossia l'armeno. Queste prerogative furono approvate da papa Paolo III con la bolla Etsi ex debito del 28 febbraio 1544.
Il periodo di massimo splendore per l'arcidiocesi fu il XV secolo, in cui si contavano circa 700 frati unitori distribuiti in circa 50 conventi. Nel 1602 si contavano solo 12 conventi e circa 19.000 fedeli.
Attorno al 1620 venne fondato ad Abaran il seminario per la formazione dei preti domenicani, su iniziativa e con il sostegno di papa Gregorio XV.
La sede fu soppressa de facto dopo la metà del XVIII secolo, quando, a causa delle continue guerre e agli scontri tra l'Impero ottomano e la Persia dei Safavidi, la popolazione abbandonò il territorio. Un gruppo di circa 800 armeni con l'ultimo arcivescovo, monsignor Salviani, si rifugiò a Smirne nel 1745 e dette vita ad una fiorente comunità armena in questa città.
Ciò che restava dell'antica cattedrale, i cui ruderi erano ancora visibili all'inizio dell'Ottocento, fu definitivamente distrutto da un terremoto nel 1845. L'arcidiocesi rimase censita nell'Annuario Pontificio fino al 1847.

## Cronotassi dei vescovi
- Bartolomeo di Bologna, O.P. † (1330 - ? deceduto)[11]
- Giovanni, O.P. † (? deceduto)
- Tommaso, O.P. † (12 aprile 1356 - ? deceduto)
- Giovanni, O.P. † (7 aprile 1374 - 9 marzo 1377 nominato vescovo di Caffa)
- Giovanni di Gallofonte, O.P. † (9 marzo 1377 - 26 agosto 1398 nominato arcivescovo di Soltaniyeh)[12]
- Luigi Gometi, O.P. † (2 marzo 1403 - ?)
- Mictario, O.P. † (? - 1417 deceduto)
- Martino di Chiari, O.P. † (9 ottobre 1419 - ?)
- Giorgio, O.P. † (deceduto)
  - Ladislao, O.P. † (5 maggio 1421 - ?) (vescovo titolare)
- Pietro di Carna, O.P. † (13 ottobre 1423 - ?)
- Giovanni Simonian, O.P. † (17 settembre 1464 - ?)
- Benedetto, O.P. † (1478 - 1492 deceduto)
- Giovanni Battista, O.P. † (1492 - 1501 deceduto)
- Benedetto, O.P. † (1502 - 1509 deceduto)
- Gregorio di Armenia, O.P. † (10 febbraio 1511 - 1538 deceduto)
- Benedetto Berzati, O.P. † (20 ottobre 1542 - 1543 deceduto)
- Stefano Gahortzian, O.P. † (27 gennaio 1546 - 1559 deceduto)
- Nicola Friton di Abaran, O.P. † (20 ottobre 1560 - 1598 deceduto)
- Azaria Friton, O.P. † (24 marzo 1604 - 7 gennaio 1607 deceduto)[13]
- Matteo Erasmo, O.P. † (22 ottobre 1607 - 9 luglio 1627 deceduto)
- Angelo Maria Cittadini, O.Carth. † (9 luglio 1627 succeduto - 10 dicembre 1629 deceduto)
- Agostino Basrci, O.P. † (12 agosto 1630 - 16 aprile 1653 deceduto)
- Paolo Piromalli, O.P. † (14 giugno 1655 - 15 dicembre 1664 nominato vescovo di Bisignano)
- Matteo di Abaran, O.P. † (14 maggio 1668 - 14 luglio 1674 deceduto)
  - Tommaso Tatumensis, O.P. † (27 aprile 1676 - 14 ottobre 1680 dimesso) (vescovo eletto)[14]
- Sebastian Knab, O.P. † (28 settembre 1682 - 8 settembre 1690 deceduto)
- Giovanni (Paolo) Battista di Abaran, O.P. † (24 marzo 1692 - 1701 deceduto)
- Stefano Sciran, O.P. † (15 gennaio 1703 - 1707 o 1708 deceduto)
- Giovanni Vincenzo Castelli, O.P. † (15 aprile 1709 - 4 maggio 1709 dimesso)
- Alessandro Felice Mercanti (Pietro martire da Parma), O.P. † (6 maggio 1709 - 25 febbraio 1721 deceduto)
- Arcangelo Feni, O.P. † (20 aprile 1722 - 1731 dimesso)
- Michelangelo (Domenico Maria) Salvini, O.P. † (11 agosto 1732 - 10 dicembre 1765 deceduto)